# Sede titolare di Wigry
Wigry (in latino: Wigerscensis) è una sede vescovile titolare della Chiesa cattolica istituita nell'ottobre del 2014.

## Storia
Wigry, città tra Suwałki e Sejny, fu sede di una diocesi polacca eretta il 16 marzo 1799 con la bolla Saepe factum est di papa Pio VI, ricavandone il territorio dall'arcidiocesi di Vilnius. Assunse il nome di diocesi di Sejny il 30 giugno 1818 per effetto della bolla Ex imposita nobis di papa Pio VII, con cui i confini diocesani venivano adattati ai confini politici stabiliti dal Congresso di Vienna e pertanto al territorio diocesano vennero aggiunti tre decanati che erano appartenuti alla diocesi di Płock; contestualmente la sede vescovile fu traslata a Sejny.
Dall'ottobre del 2014 Wigry è annoverata tra le sedi vescovili titolari della Chiesa cattolica; dal 13 dicembre 2014 il vescovo titolare è Marek Szkudło, vescovo ausiliare di Katowice.

## Cronotassi dei vescovi titolari
- Marek Szkudło, dal 13 dicembre 2014